# Maître des demi-figures féminines
Le Maître des demi-figures féminines, ou Maître des demi-figures, est un peintre anonyme des Pays-Bas du début du XVIe siècle.

## Tentatives d'identification
Les tentatives d'identification du Maître des demi-figures sont toutes restées infructueuses.
On compte parmi celles-ci :
- Jean Clouet par Franz Wickhoff en 1901[3] ;
- Lucas de Heer par Alfred Wolfgang von Wurzbach en 1906[4] ;
- Vereycke par Ludwig von Baldass en 1930[5] ;
- Hans Vereycke par Otto Benesch en 1943[6] ;
- Groupe anonyme dont un des peintres serait Marcellus Coffermans par Marek Rostworowski (pl) en 1960[7].

## Style
Le style de ce peintre non identifié, actif à Anvers vers 1530-1560, se caractérise par ses représentations, souvent à mi-corps, de personnages de l'histoire sainte (Madeleine, Marie, Joseph, Jésus, etc.) ou antique (Lucrèce), reconnaissables à leurs jolis visages idéalisés de forme ovale tournés de trois quarts aux yeux mi-clos, qui peuvent s'inscrire dans un paysage vu en plongée. Ses figures sont assez proches de celles d'Ambrosius Benson ou du Maître au perroquet.
Ses paysages évoquent ceux de Joachim Patinier, avec lequel il a été, et reste, souvent confondu. La perspective atmosphérique de ses paysages est cependant plus réaliste que celle de ce dernier. En outre, quelques motifs spécifiques que le Maître des demi-figures féminines intègre volontiers dans ses tableaux, permettent souvent d'identifier ses œuvres : arbres de premier plan qui sortent du cadre mais laissent voir quelques feuilles en haut de la composition, herbes et fleurs se détachant sur le vert sombre du premier plan, châteaux massifs avec tours rondes et crénelées sur des collines de second plan, fontaines dorées dans le bas de la peinture qui évoquent le Manneken-Pis, pont en arc aux abords duquel cheminent paysans, cavaliers ou caravanes.

## Les trois musiciennes
Deux tableaux représentant un groupe de trois musiciennes sont à l'origine du catalogue des œuvres du maître anonyme découvert par G. F. Waagen. L'un d'eux est conservé au château de Rohrau (en) en Basse-Autriche (fig. A) et l'autre au musée de l'Ermitage à Saint-Pétersbourg (fig. B).
Les trois musiciennes de la collection Harrach du château de Rohrau jouent et chantent L'Adolescence, pièce identifiée grâce aux partitions. Il s'agit d'un poème de Clément Marot mis en musique par Claudin de Sermisy.
Au moins trois autres tableaux également attribués au Maître des demi-figures et représentant approximativement la même scène sont parvenus jusqu'à nous. L'un d'eux est conservé au Los Angeles County Museum of Art.

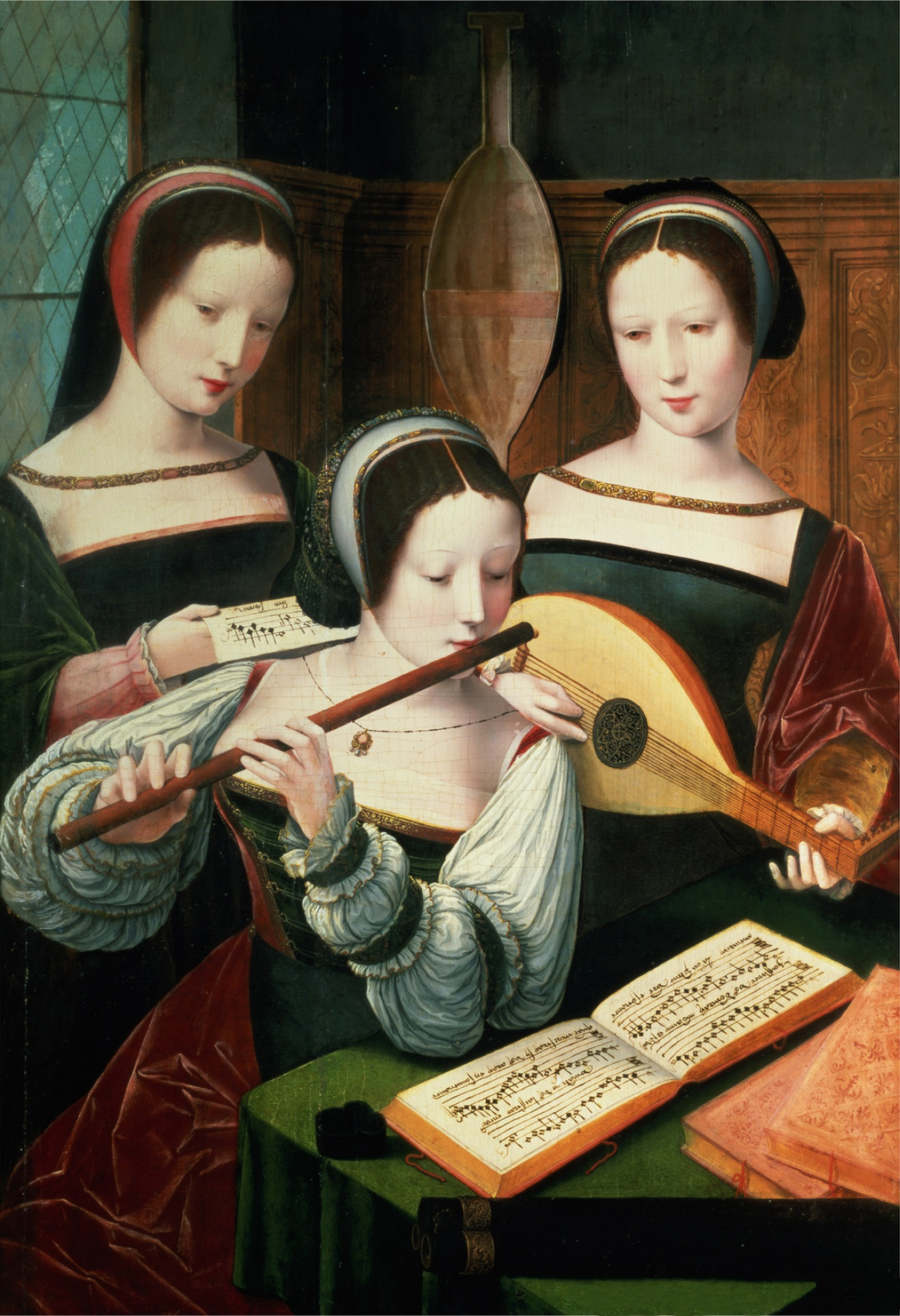
A. Les trois musiciennes, Château de Rohrau, Autriche, inv. WF169.
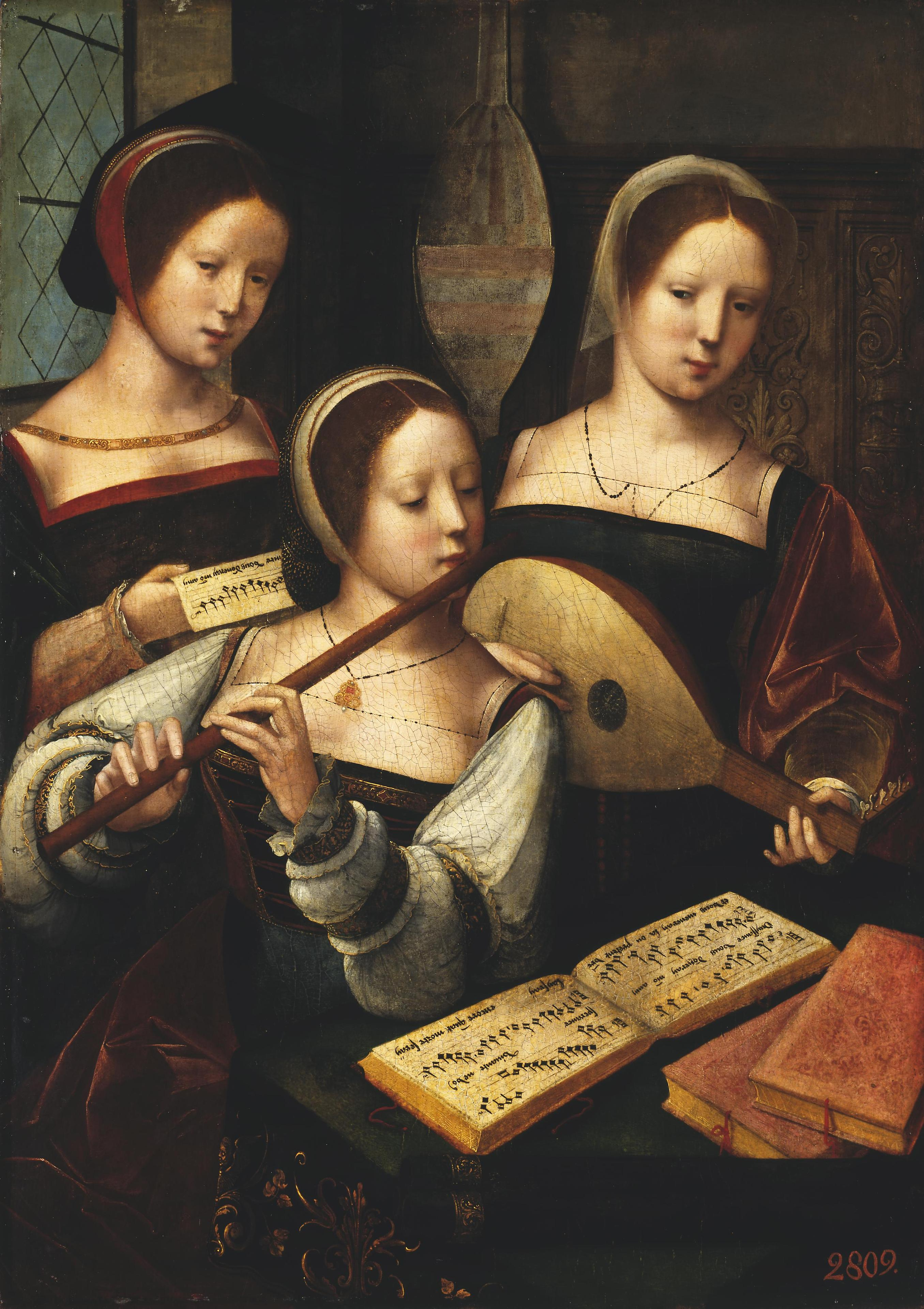
B. Les trois musiciennes, The State Hermitage Museum, Saint-Pétersbourg, inv. ГЭ-435.

## Œuvres
Depuis 1866, date à laquelle Waagen a publié une courte notice sur Les trois musiciennes de la collection du comte d'Harrach où il évoque le style de ce peintre non identifié, le corpus des œuvres du Maître s'est progressivement enrichi au fil des ans grâce à Scheibler et à Justi d’abord, puis à Friedländer, et à de nombreux autres contributeurs ensuite, jusqu'à intégrer abusivement des œuvres de suiveurs et d'artistes anonymes proches par le style, comme le Maître au perroquet. On compte aujourd'hui plus d'une centaine de tableaux attribués au Maître des demi-figures.
- Les trois musiciennes, huile sur panneau de chêne (fragment)[17], 60 × 53 cm, Collection Harrach, château de Rohrau (en), Basse-Autriche.[réf. 1]
- Les trois musiciennes, huile sur panneau, 53,2 х 37,5 cm, The State Hermitage Museum, Saint-Pétersbourg, inv. ГЭ-435.[réf. 2]
- Les trois musiciennes, huile sur panneau, 53,02 × 37,94 cm, Los Angeles County Museum of Art, Los Angeles, inv. AC1992.152.142.[réf. 3]
- Repos pendant la fuite en Égypte, vers 1550, huile sur panneau, 38,5 × 51,5 cm, Kunsthistorisches Museum, Gemäldegalerie, Wien, inv. GG 950 (cf. Galerie : 1).[réf. 4]
- Triptyque avec l'adoration des mages, huile sur panneau de chêne, panneau central : 113 × 69 cm, panneaux latéraux : 114 × 28 cm, Gemäldegalerie, Berlin, inv. 1863 (cf. Galerie : 2).[réf. 5]
- Triptyque de la nativité (panneau central), vers 1520-1540, 68 × 61 cm, Musée des Beaux-Arts, Strasbourg, inv. 366 (cf. Galerie : 3).[réf. 6]
- Saint Jean à Patmos, vers 1525-1550, huile sur panneau de chêne, 36,2 × 24,1 cm, National Gallery, London, inv. NG717 (cf. Galerie : 4).[réf. 7]
- Repos pendant la fuite en Égypte, vers 1525-1550, huile sur panneau de chêne, 81,9 × 62,2 cm, National Gallery, London, inv. NG720 (cf. Galerie : 5).[réf. 8]
- Repos pendant la fuite en Égypte, vers 1520-40, huile sur panneau, 84,1 × 62,1 cm, Philadelphia Museum of Art, Philadelphia, inv. 389 (cf. Galerie : 6).[réf. 9]
- Vierge à l'Enfant, Première moitié du XVIe siècle, huile sur panneau, 53,2 × 42,4 cm, The State Hermitage Museum, Saint-Pétersbourg, inv. ГЭ-4090 (cf. Galerie : 7).[réf. 10]
- Vierge des sept douleurs, Seconde moitié du XVIe siècle, huile sur panneau, 75 × 56,7 cm, Museu Nacional d’Art de Catalunya, Barcelona, inv. 008327-000 (cf. Galerie : 8).[réf. 11]
- Jeune Femme lisant, Première moitié du XVIe siècle, huile sur panneau, 42 × 54 cm, Musée du Louvre, Paris, inv. RF 1973-32 (cf. Galerie : 9).[réf. 12]
- Vierge à l'Enfant, vers 1520-1540, huile sur panneau, 24 × 19 cm, Rijksmuseum, Amsterdam, inv. SK-A-3130 (cf. Galerie : 10).[réf. 13]
- Marie-Madeleine écrivant, vers 1530, huile sur panneau, 53 × 41 cm, Musée Czartoryski, Cracovie, inv. XII-254 (cf. Galerie : 11).[réf. 14]
- Sainte Marie-Madeleine à son écritoire, panneau, 54 × 42 cm, Galerie De Jonkheere, Paris.
- Marie-Madeleine jouant du clavicorde, vers 1530, huile sur panneau, National Museum, Poznań, inv. Mo 115 (cf. Galerie : 12).
- Jeune Femme écrivant, Collection Bentick-Thyssen.[réf. 15]
- Descente de croix, XVIe siècle, huile sur panneau, 44,2 × 28,5 cm, Musée des beaux-arts de Montréal, Montréal, inv. 1945.900.
- Repos pendant la fuite en Égypte, vers 1525, huile sur panneau, 64,5 × 64 cm, Statens Museum for Kunst, Copenhague, inv. KMS1743.[réf. 16]
- Paysage avec saint Jérôme pénitent, huile sur panneau, 35,24 × 48,74 cm, The Nelson-Atkins Museum of Art, Kansas City, inv. 61-1.[réf. 17]

## Galerie

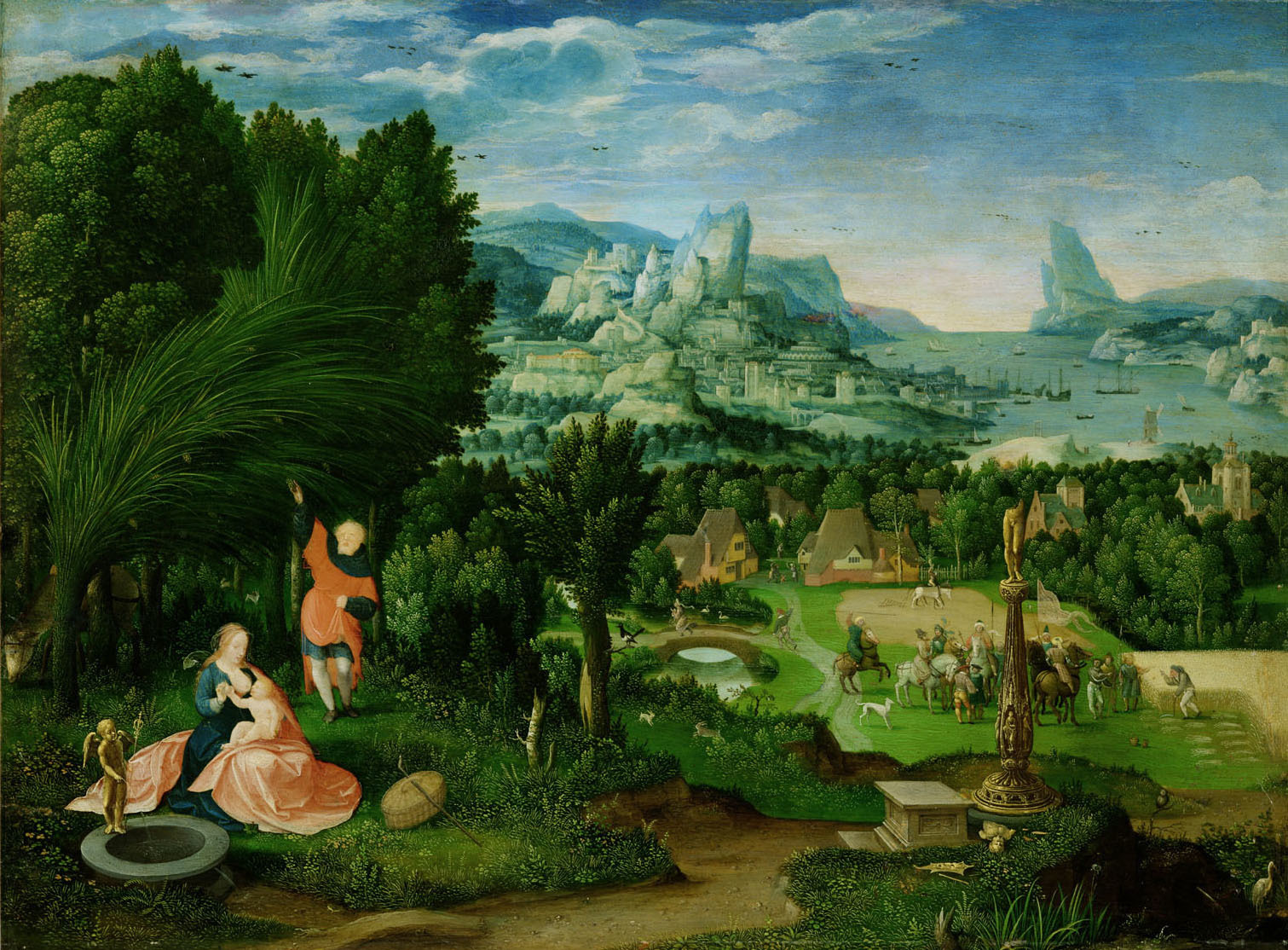
1 : Repos pendant la fuite en Égypte, Kunsthistorisches Museum, Gemäldegalerie, Wien, inv. GG 950.
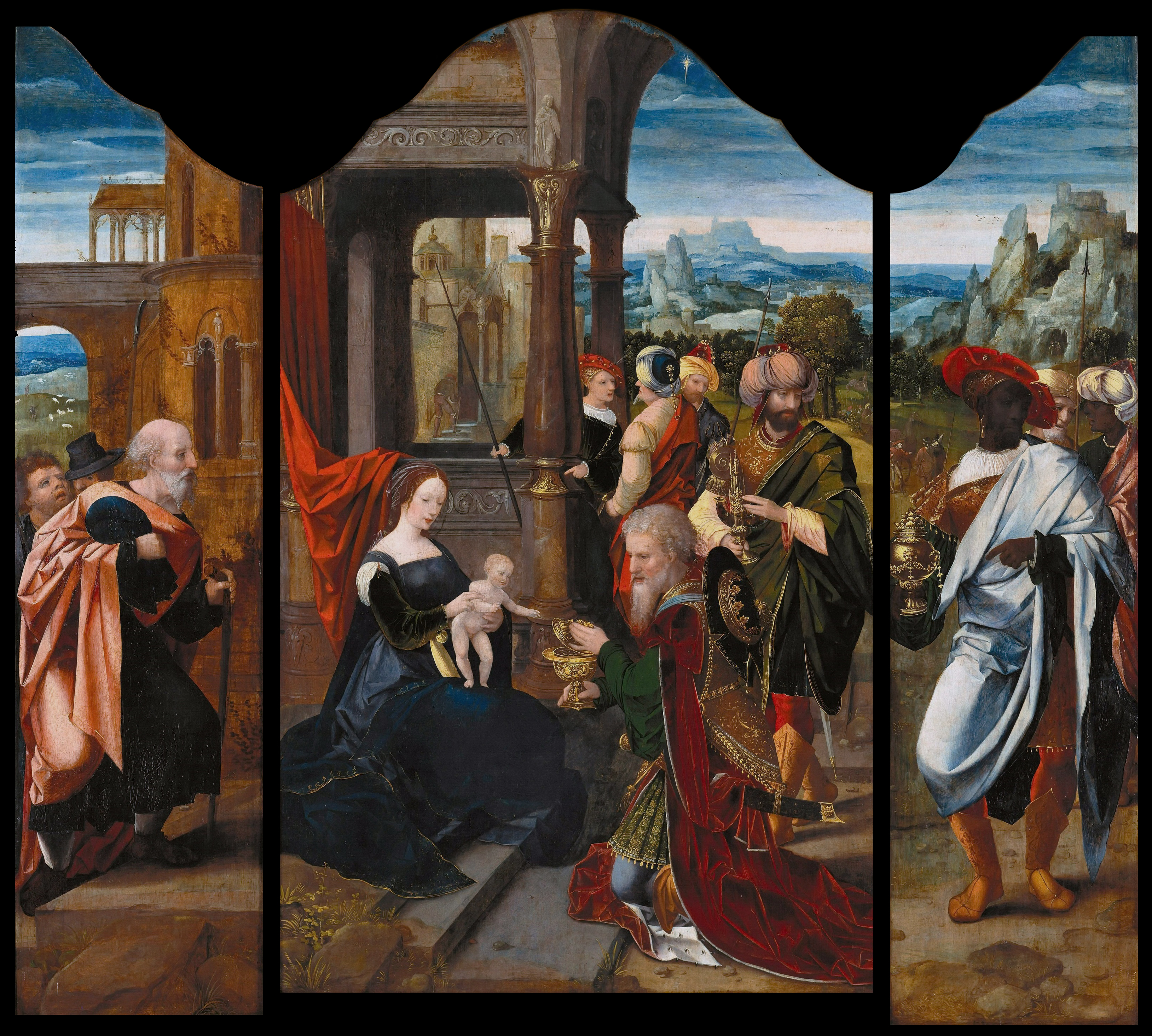
2 : Triptyque avec l'adoration des mages, Gemäldegalerie, Berlin, inv. 1863.
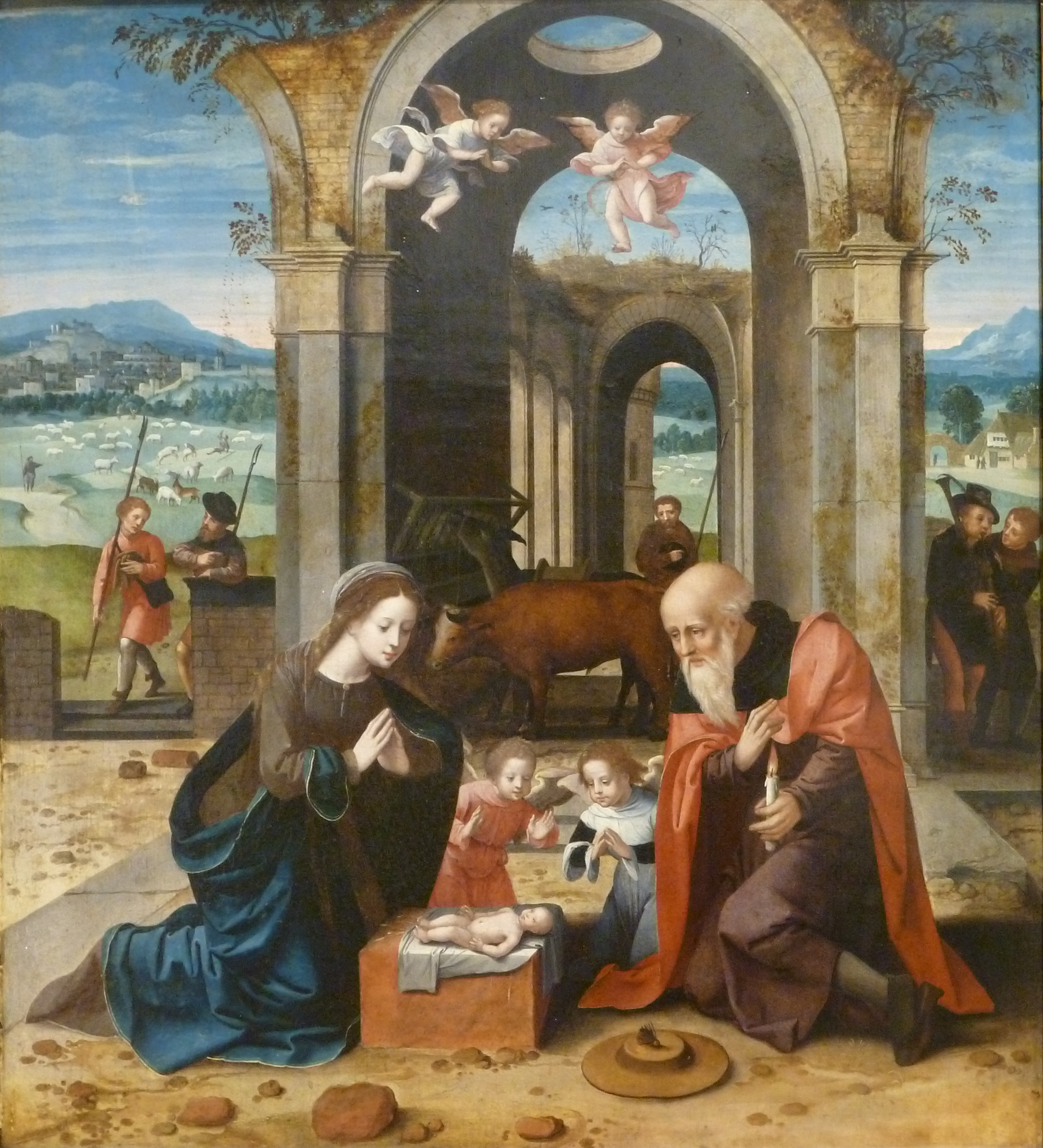
3 : Triptyque de la Nativité (panneau central), Musée des Beaux-Arts, Strasbourg, inv. 366.
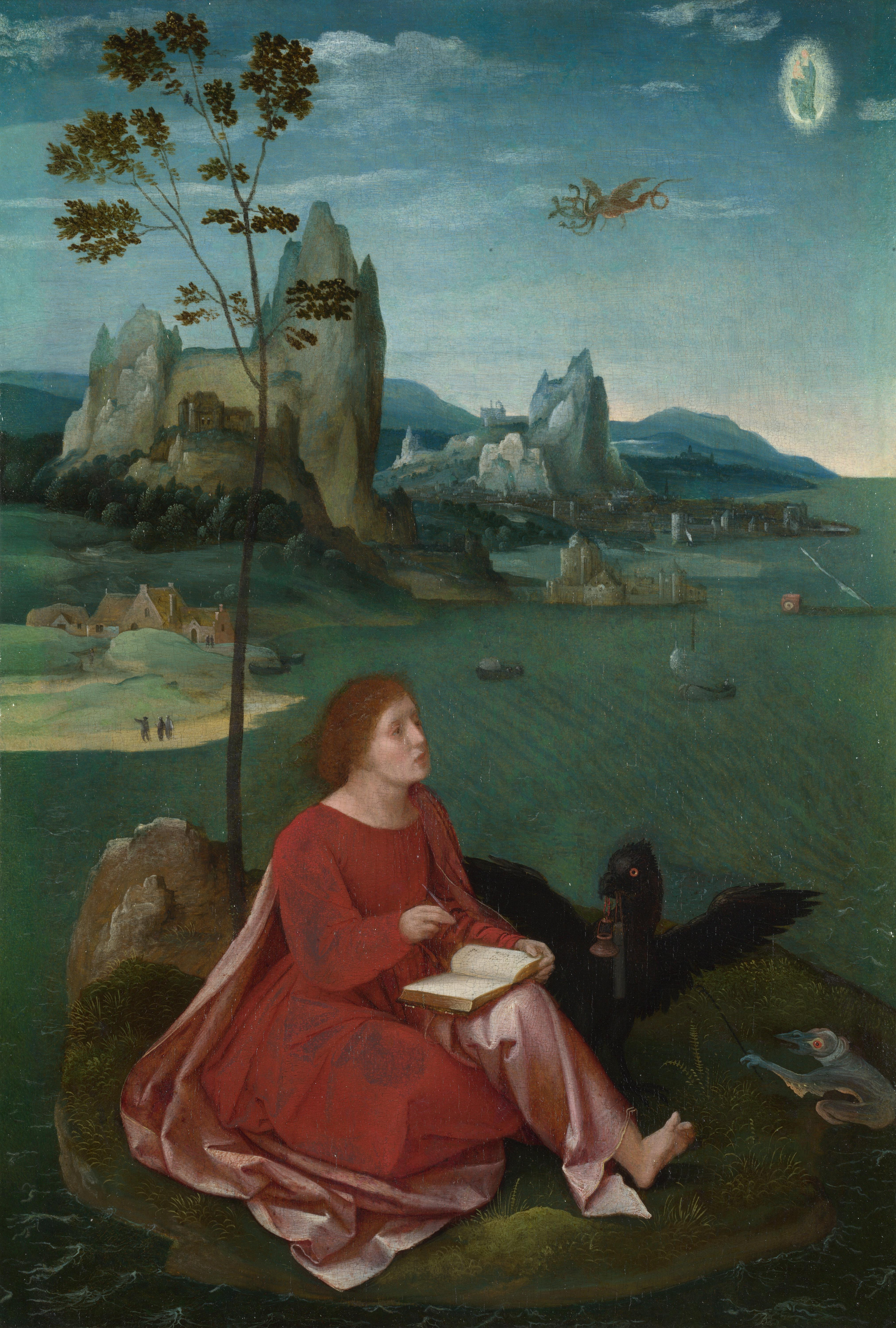
4 : Saint Jean à Patmos, National Gallery, London, inv. NG717.
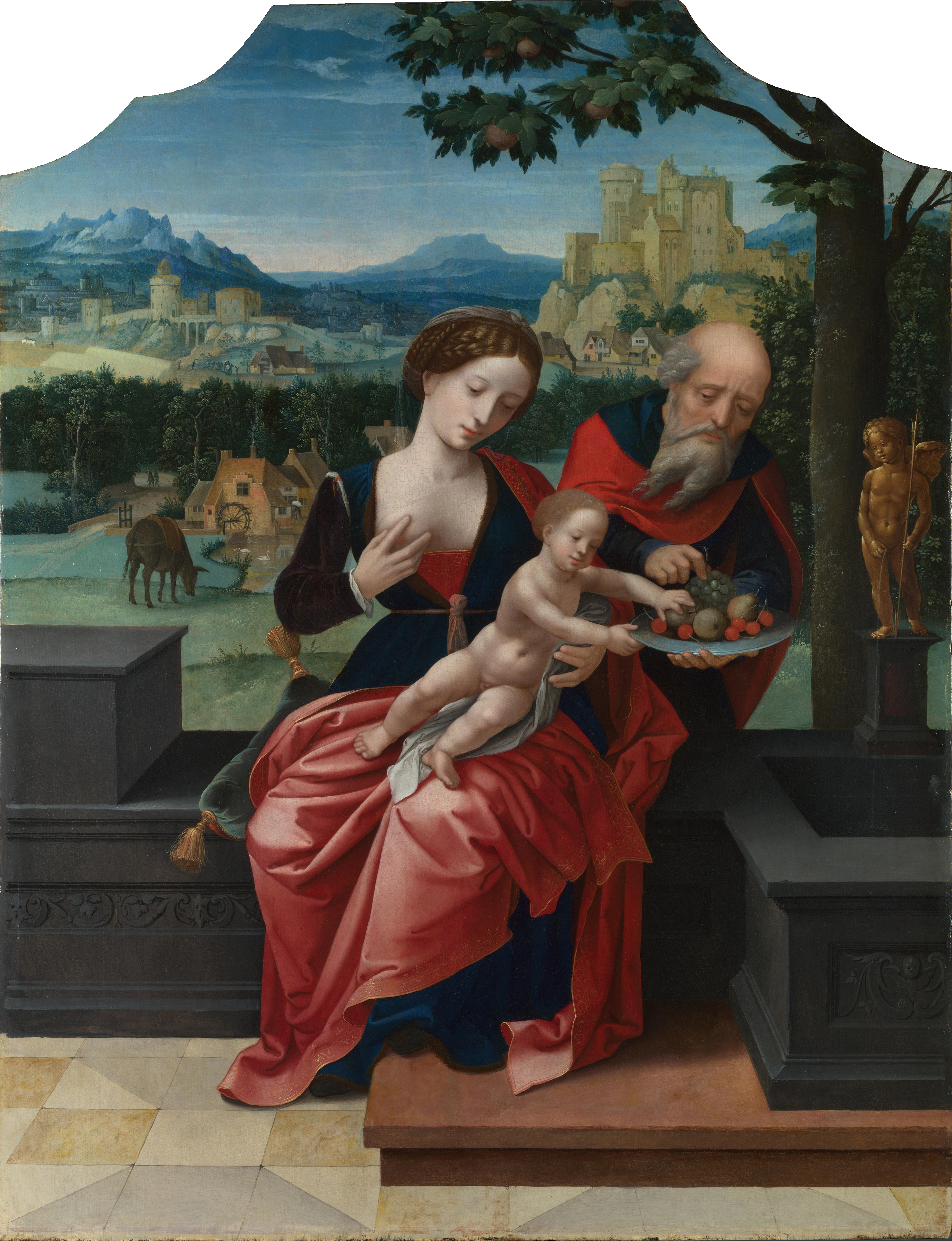
5 : Repos pendant la fuite en Égypte, National Gallery, London, inv. NG720.
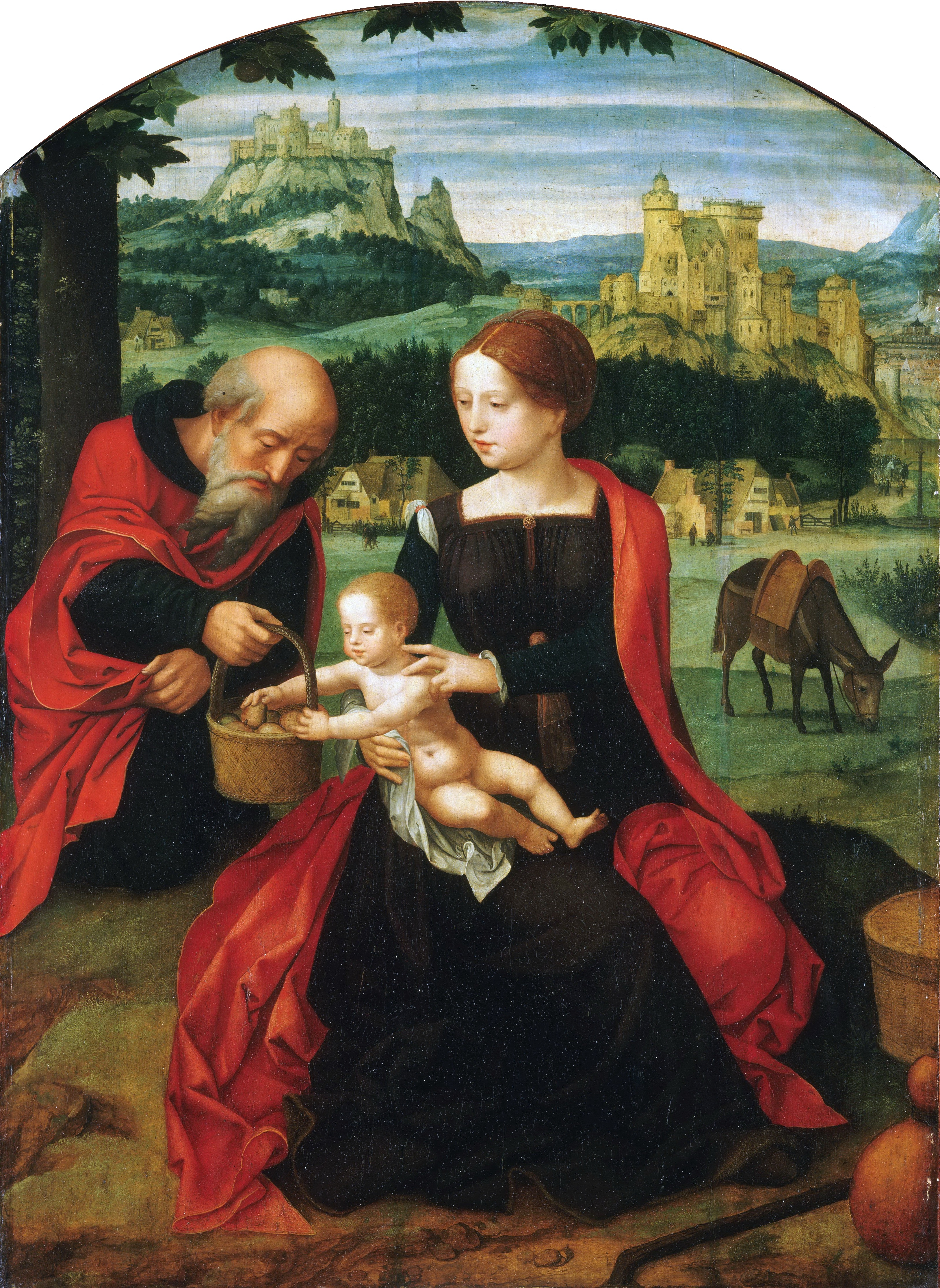
6 : Repos pendant la fuite en Égypte, Philadelphia Museum of Art, Philadelphia, inv. 389.
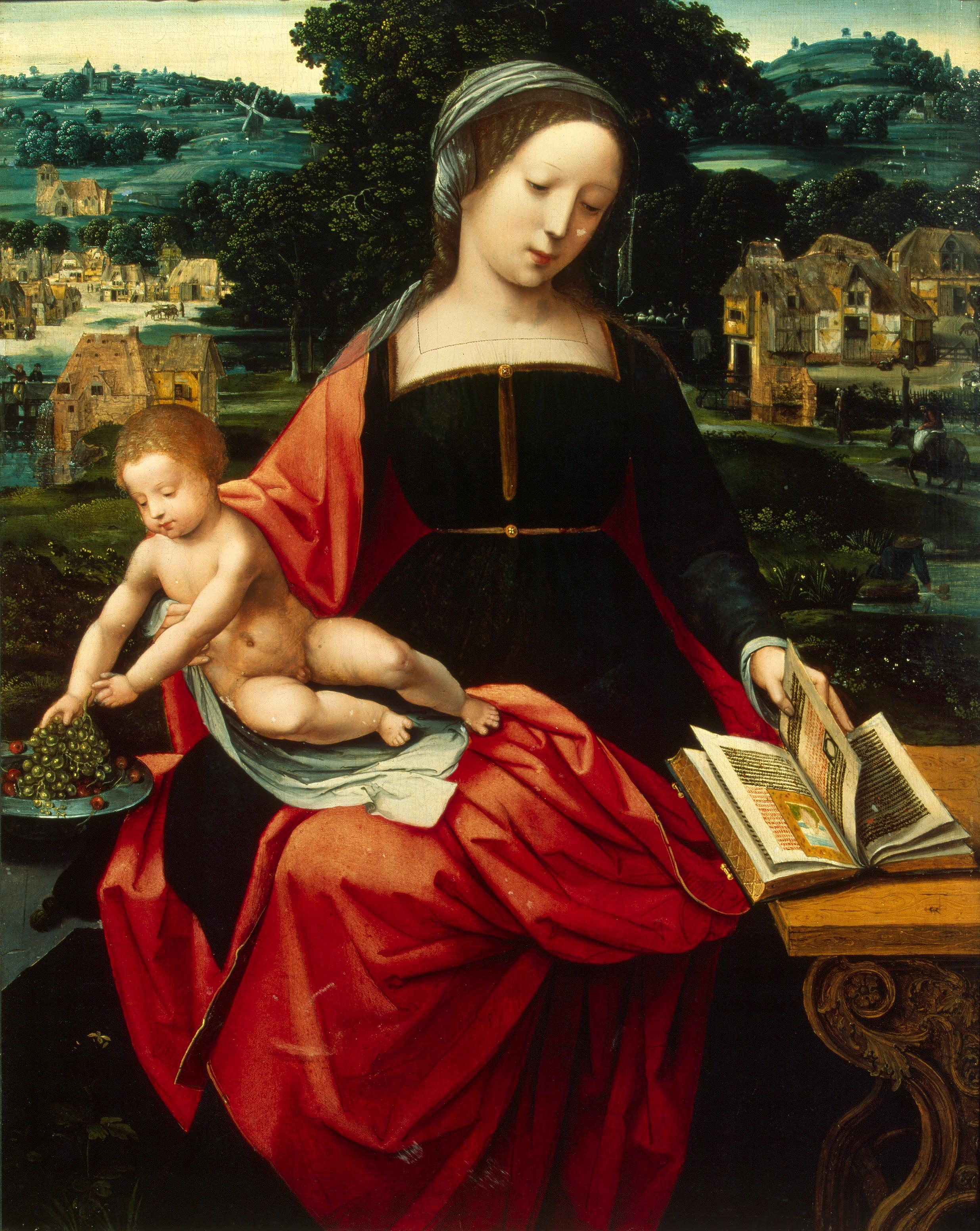
7 :  Vierge à l'Enfant Jésus, The State Hermitage Museum, Saint-Pétersbourg, inv. ГЭ-4090.
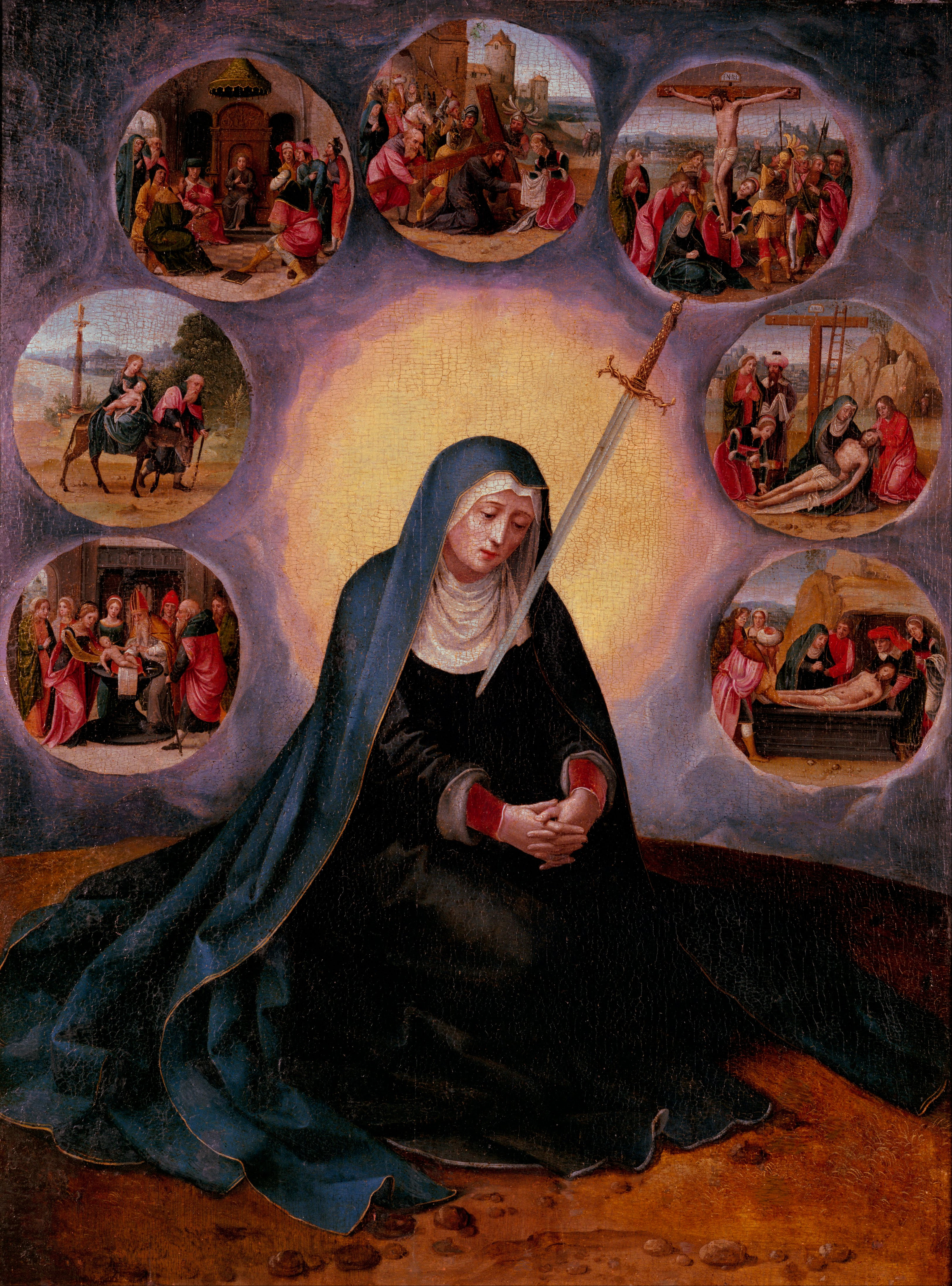
8 : Vierge des sept douleurs, Museu Nacional d’Art de Catalunya, Barcelona, inv. 008327-000
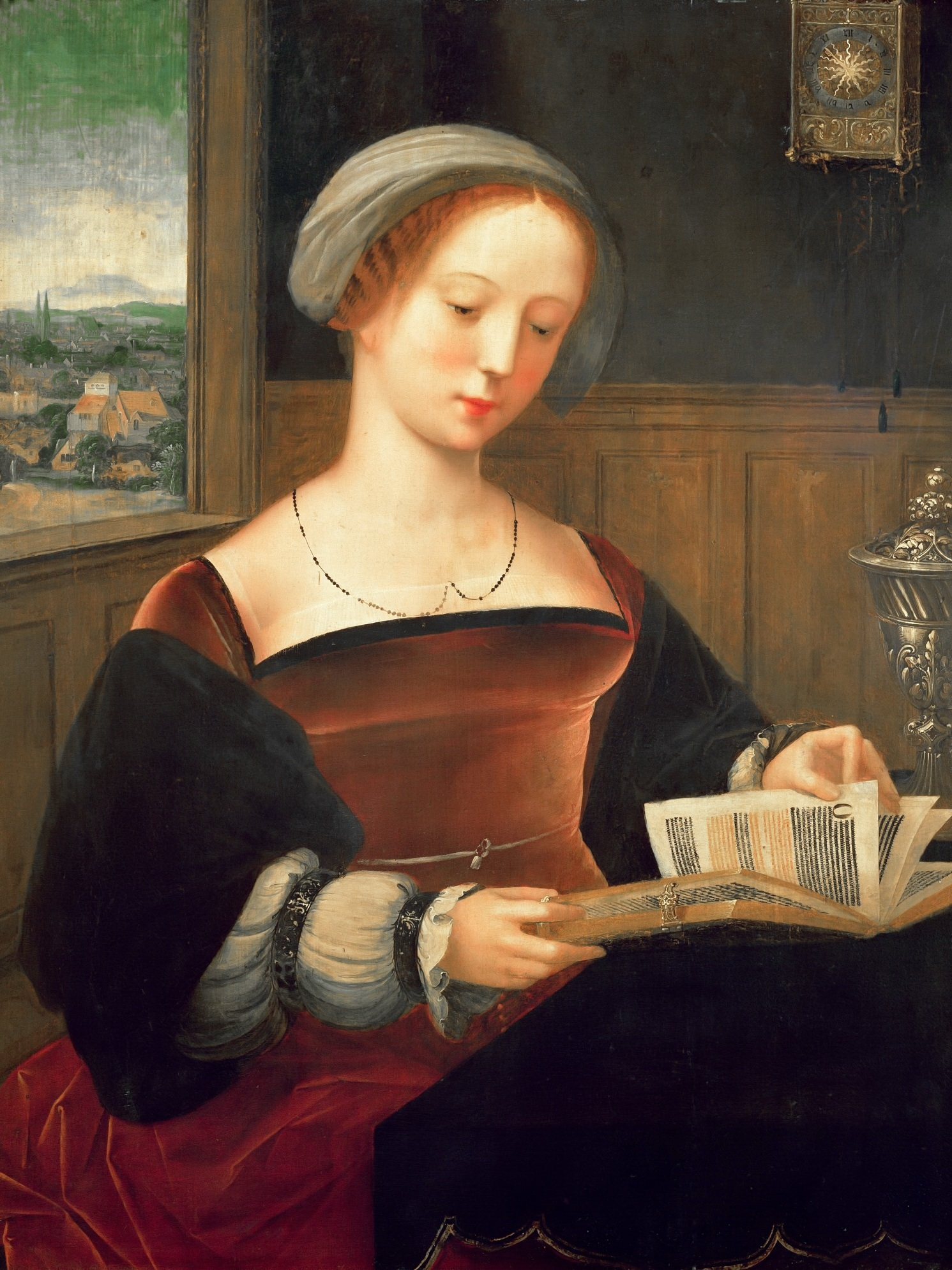
9 : Jeune Femme lisant, Musée du Louvre, Paris, inv. nv. RF 1973-32.
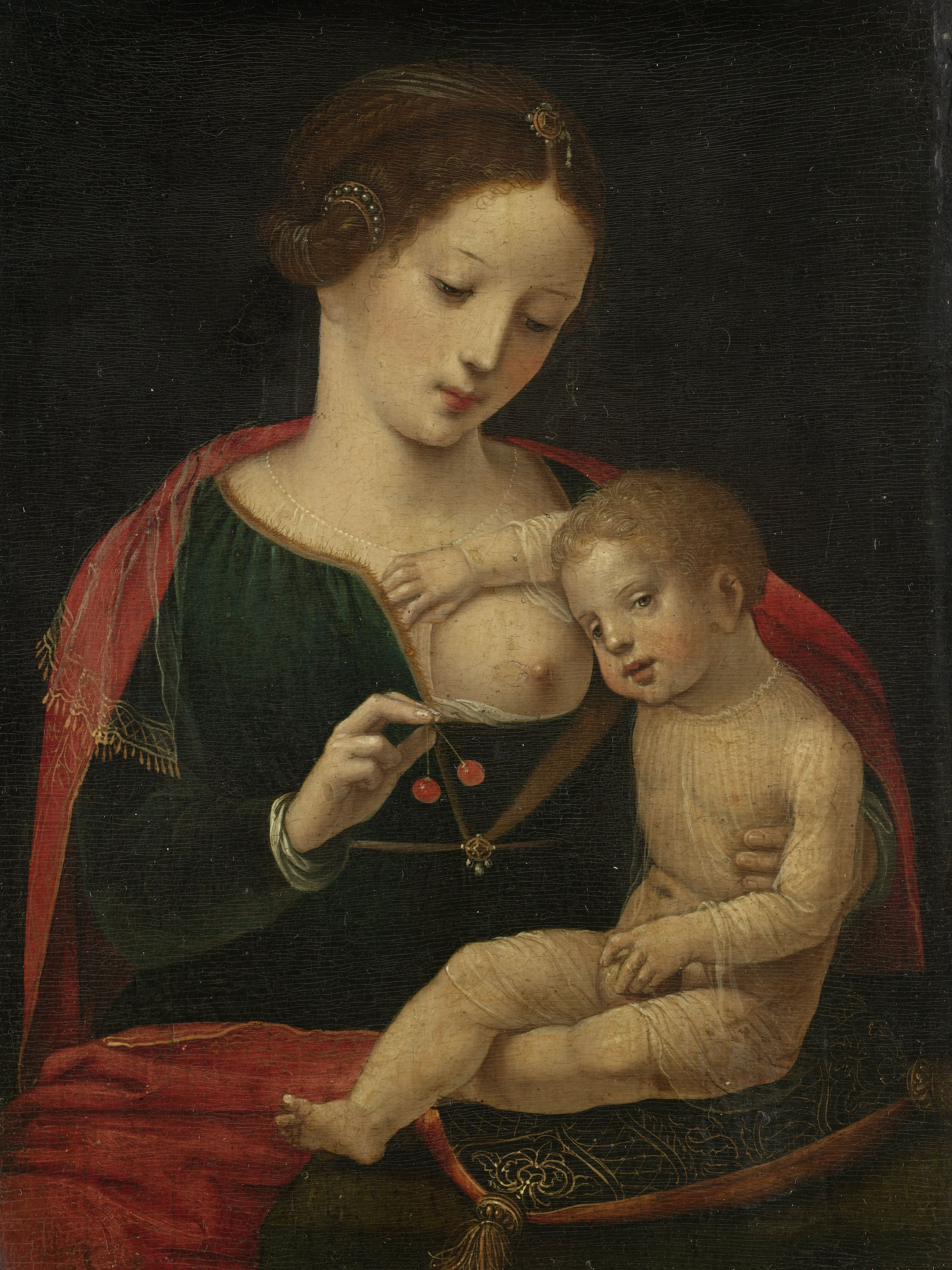
10 : Vierge à l'Enfant Jésus, Rijksmuseum, Amsterdam, inv. SK-A-3130.
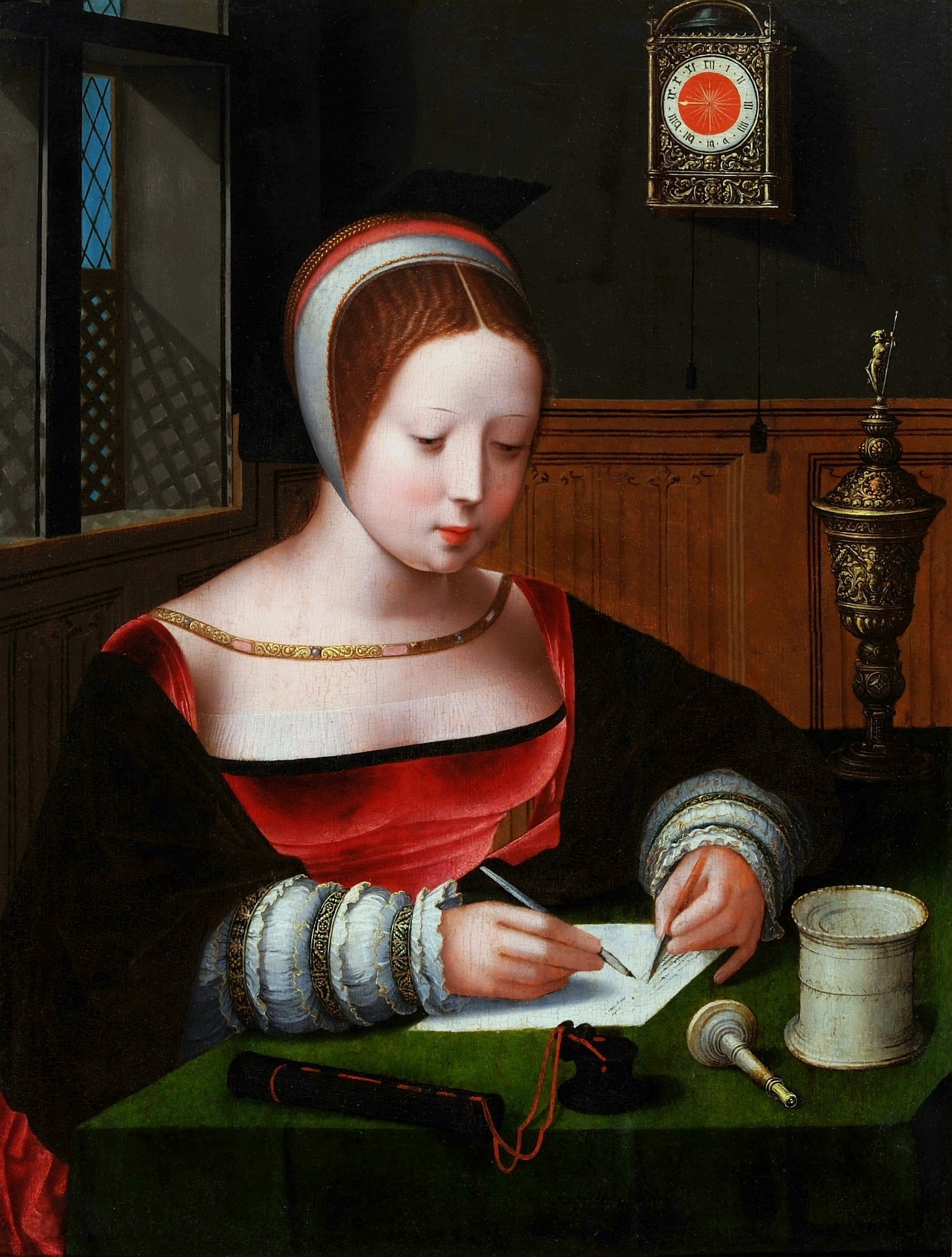
11 : Marie-Madeleine écrivant, Musée Czartoryski, Cracovie, inv. XII-254.
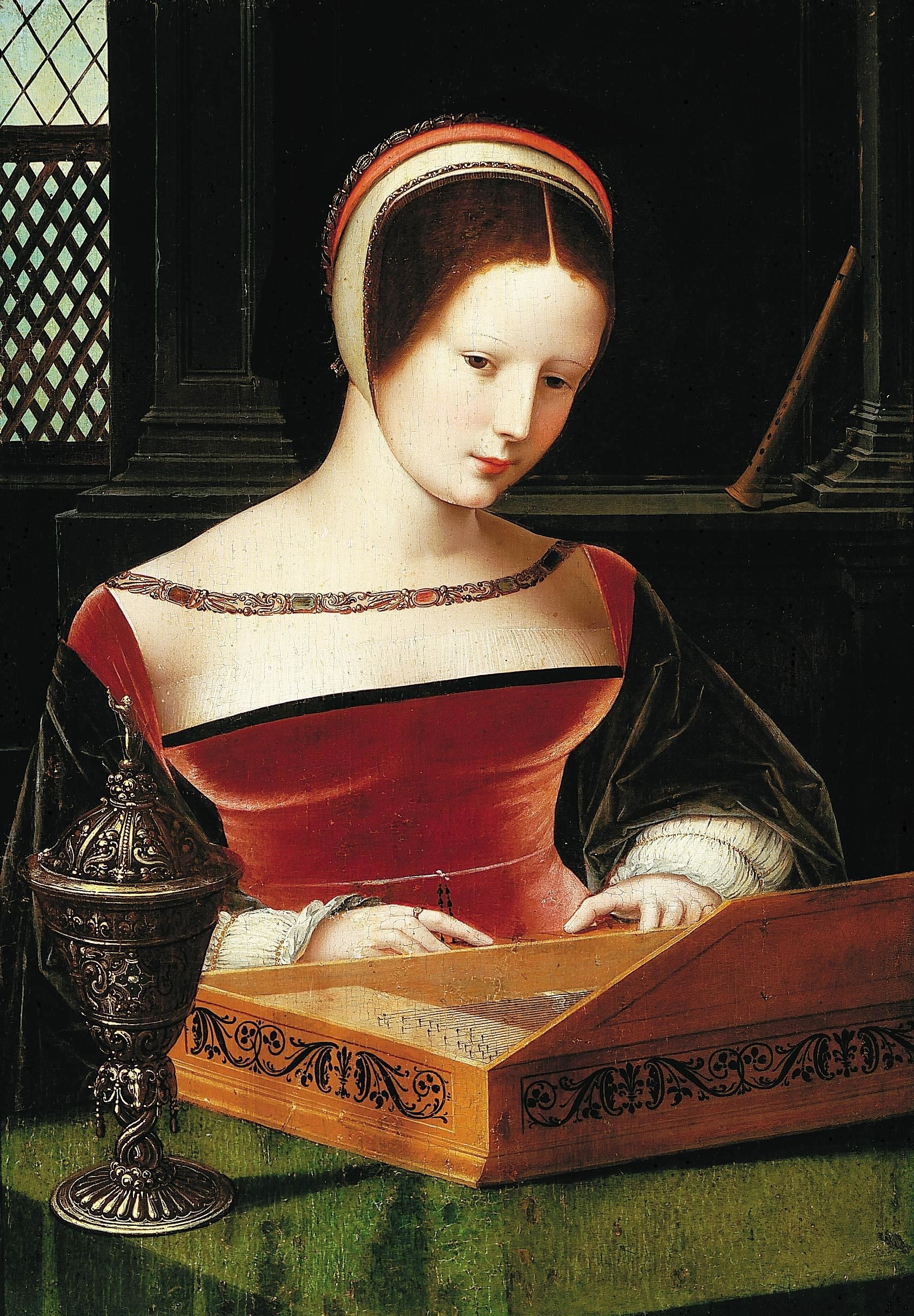
12 : Marie-Madeleine jouant du clavicorde, National Museum, Poznań, inv. Mo 115.